# أليخاندرو ميخيا
أليخاندرو ميخيا هو لاعب كرة قاعدة دومينيكاني، ولد في 10 مارس 1993.

## وصلات خارجية
- أليخاندرو ميخيا على موقع دوري كرة القاعدة الرئيسي (الإنجليزية)
- أليخاندرو ميخيا على موقع الدوري الياباني لكرة القاعدة (الإنجليزية)
- أليخاندرو ميخيا على موقعبيزبول رفرنس.كوم (الدوري الثانوي) (الإنجليزية)
- أليخاندرو ميخيا على موقع مشجعي الرسوم البيانية (الإنجليزية)